# Paraleucon suteri
Paraleucon suteri är en kräftdjursart som beskrevs av William Thomas Calman 1907. Paraleucon suteri ingår i släktet Paraleucon och familjen Leuconidae. Inga underarter finns listade i Catalogue of Life.